# Eumorpha triangulum
Eumorpha triangulum är en fjärilsart som beskrevs av Rothschild och Jordan 1903. Eumorpha triangulum ingår i släktet Eumorpha och familjen svärmare. Inga underarter finns listade i Catalogue of Life.

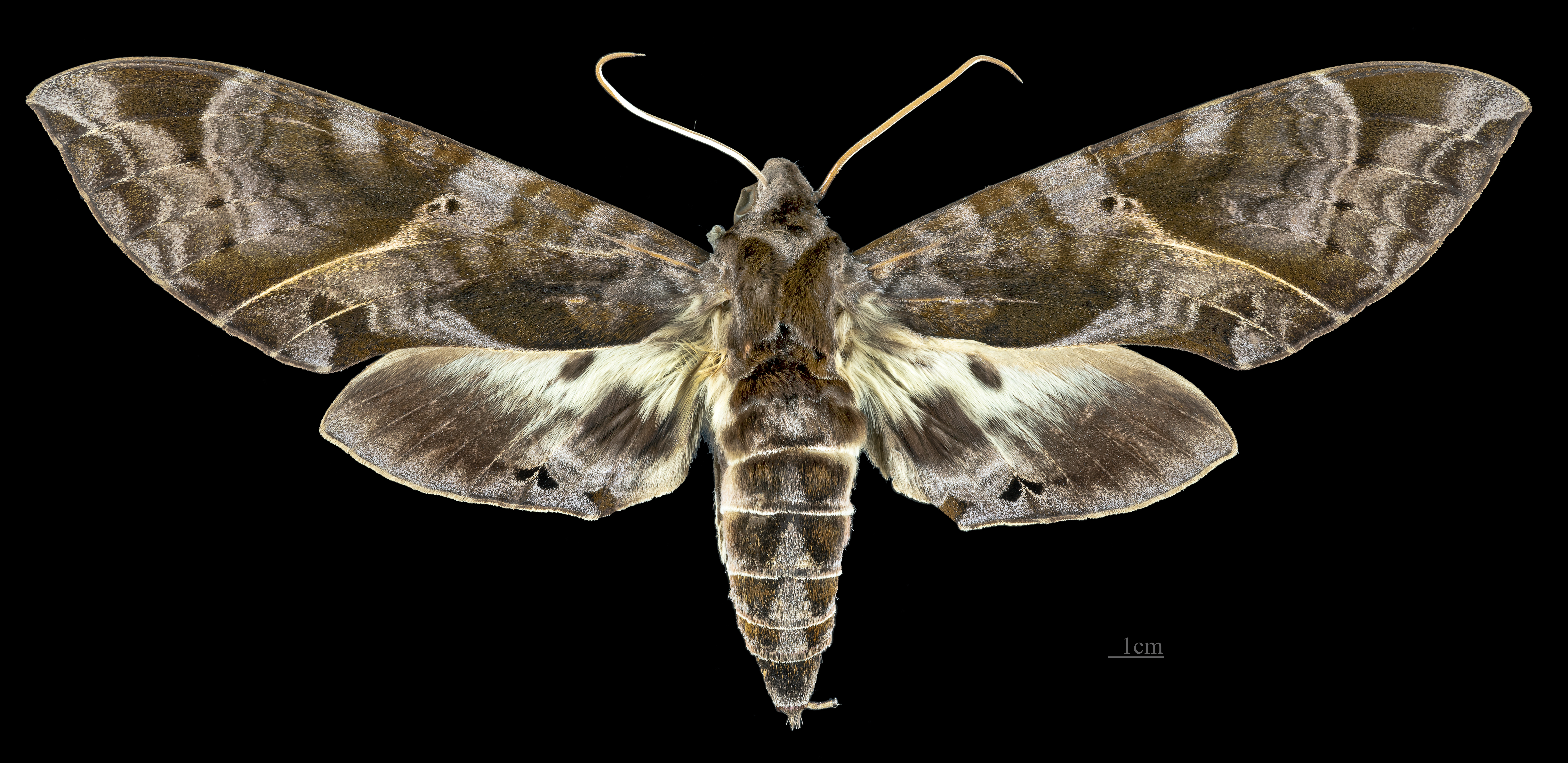
Eumorpha triangulum ♀
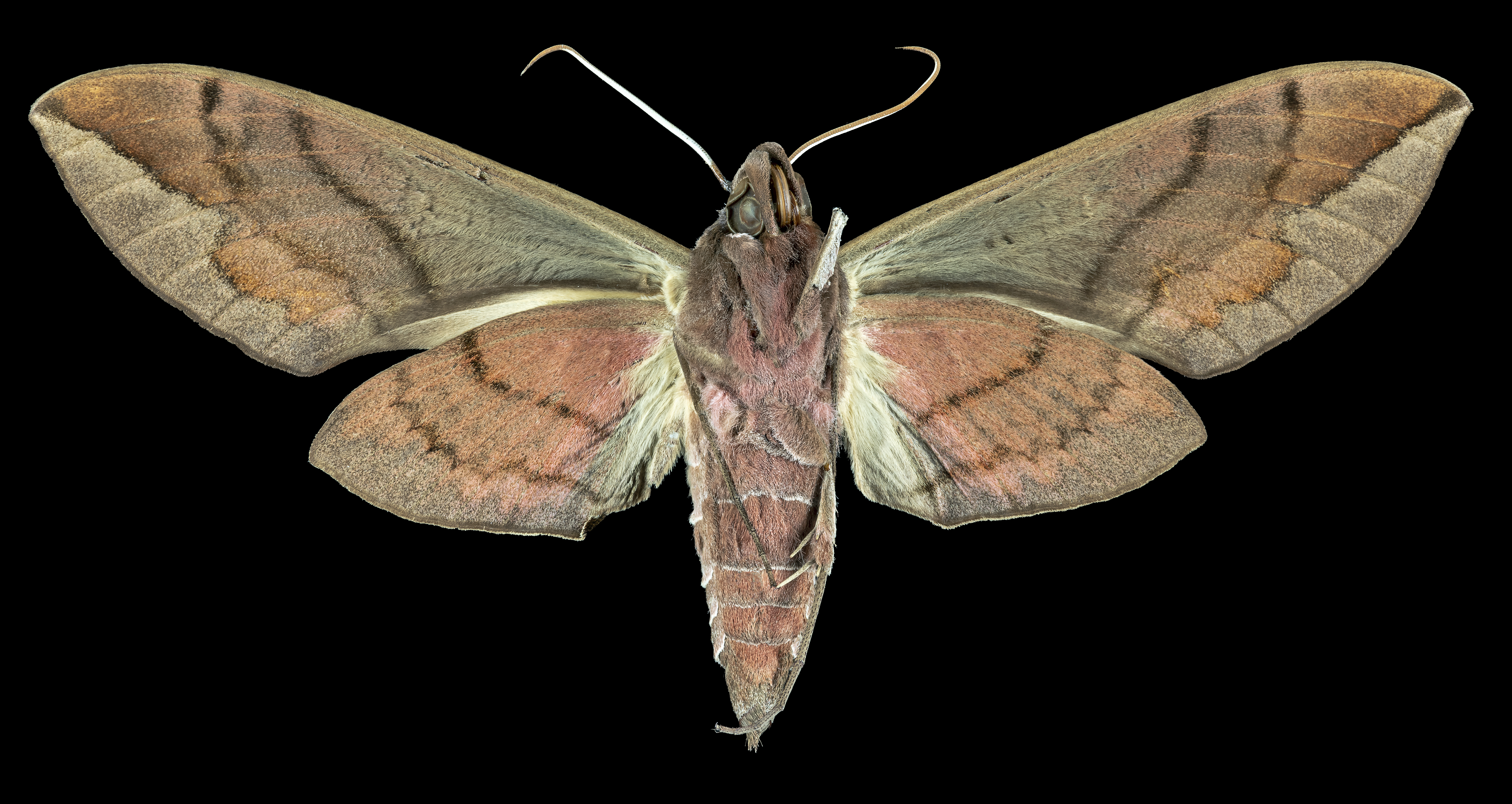
Eumorpha triangulum  ♀ △